# Puntaire

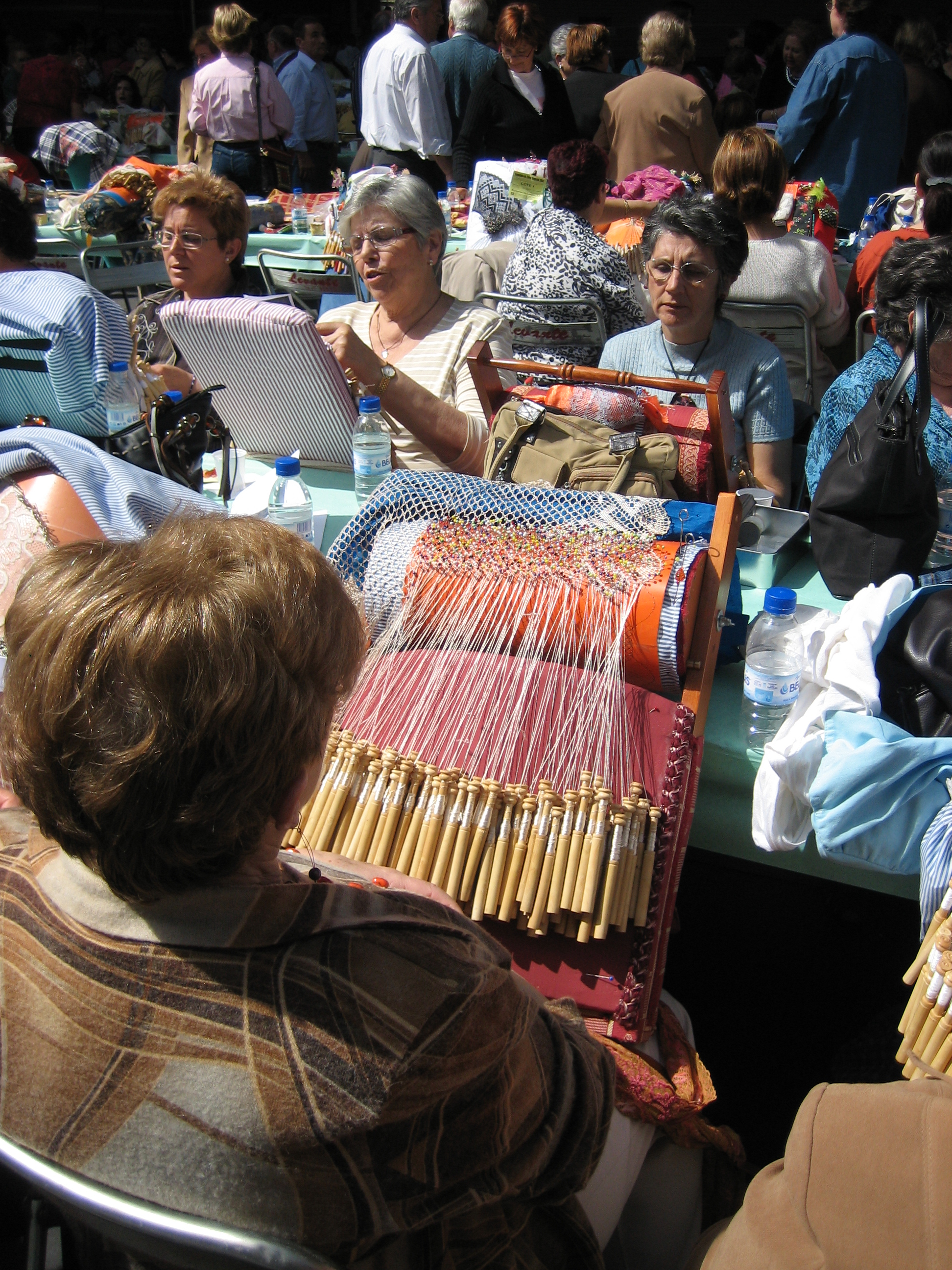
Puntaires a Segorb, Alt Palància.

Una Puntaire, és una persona que fa punta al coixí.
A tot el territori s'organitzen trobades de puntaires, també anomenades randeres. Cal destacar la tasca que fan les escoles de boixets i les associacions, la més important a Catalunya essent l'Associació Catalana de Puntaires. Actualment la indústria del boixet està molt mecanitzada. Tot i així, encara es troben artesans, que converteixen el boixet en un art, combinant diferents fustes i materials per obtenir peces singulars.
A Monòver (Vinalopó Mitjà), a l'Arboç (Baix Penedès), a Barcelona, etc, hi ha escoles de puntaires.

## Història

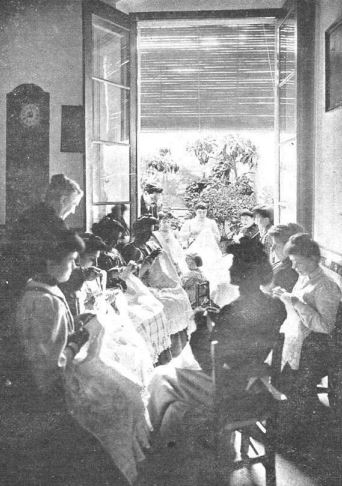
Puntaires a la Casa Castells d'Arenys de Mar (1906)

L'ofici de puntaire s'introdueix a Catalunya a mitjans del segle xvii i ràpidament esdevé un negoci a partir del segle xviii i fins a mitjan segle xx. La influència de França serà molt important, ja que les puntaires catalanes aprendran diferents tècniques de punta francesa que realitzaran amb gran habilitat, com ara la blonda, la punta de Lilla i la de Valenciennes.
El segle xix, les principals cases de punta artesana es concentraran en l'àrea de Barcelona, al Baix Llobregat i la comarca del Maresme, i a l'àrea de l'Arboç, al Baix Penedès. A Barcelona van destacar les empreses de Josep Margarit i Josep Fiter i Inglès, aquest darrer va realitzar una alba per a la celebració de les noces d'or del Papa Lleó XIII. Al Maresme va destacar la Casa Castells d'Arenys de Mar que va treballar des del 1862 fins a l'any 1962 i l'any 1906 va realitzar el mocador per al casament de la reina Victoria Eugenia de Battenberg amb Alfons XIII, el disseny d'Alexandre de Riquer va ser adaptat per Marià Castells i Simón.
Amb la desaparició de la indústria de la punta, la tècnica per a fer blondes, punyetes, mocadors, etc. resta en el saber de les puntaires, que continuen confeccionant-ne per a gaudi propi i transmeten els seus coneixements a qui els vol aprendre. Actualment, a Catalunya es fan nombroses trobades de puntaires, algunes de les quals a Barcelona. Més enllà de les realitzacions individuals, les puntaires s'organitzen en associacions, que, al principat, s'integren dins l'Associació Catalana de Puntaires.